# Форт Морган
Форт Морган (на английски: Fort Morgan) е град в окръг Морган, щата Колорадо, САЩ. Форт Морган е с население от 11 034 жители (2000) и обща площ от 11,7 km². Намира се на 1297 m надморска височина. ЗИП кодът му е 80701 & 80705, а телефонният му код е 970.